# Domaine de Kisai

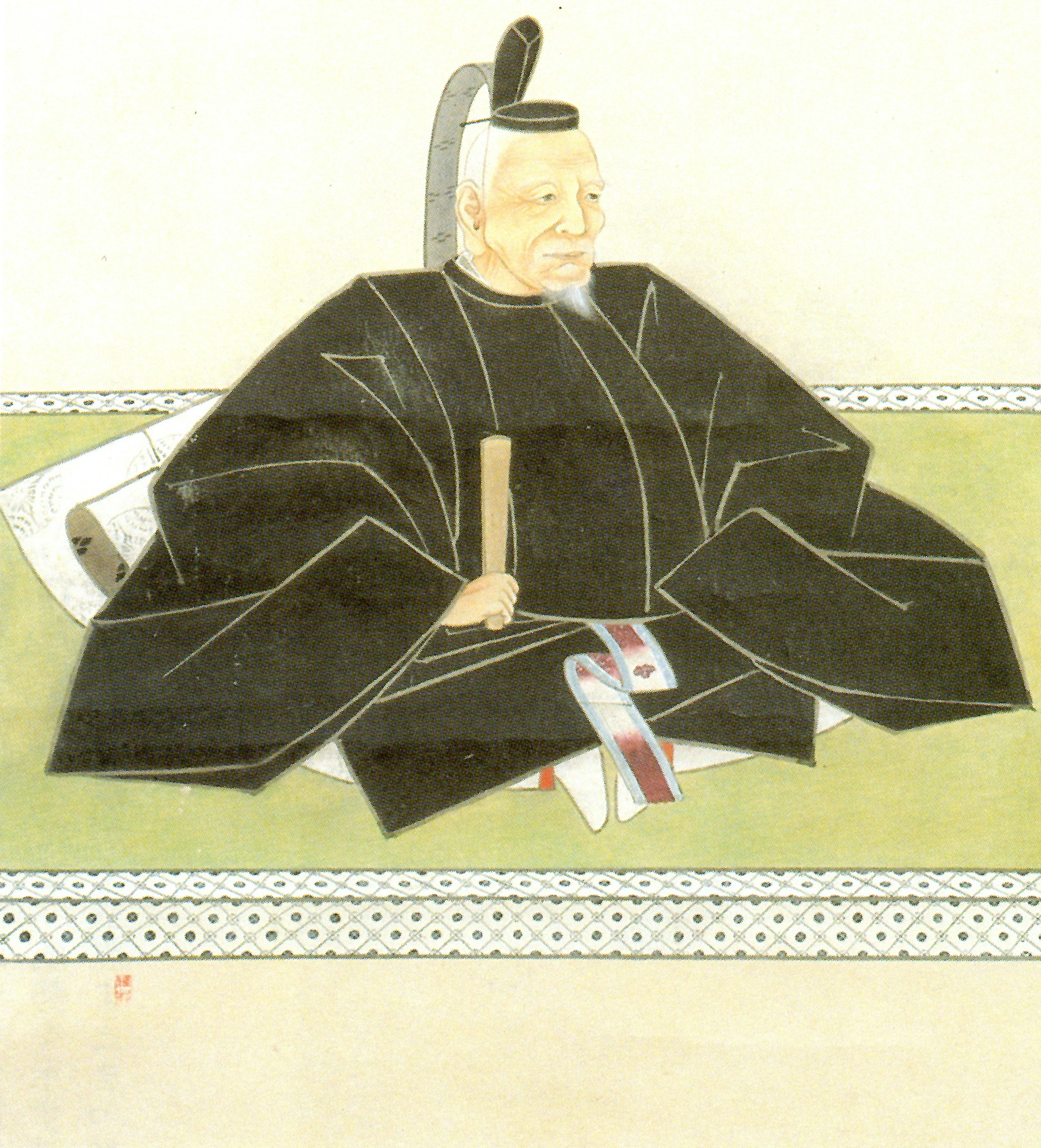
Portrait de Matsudaira Yasushige.

Le domaine de Kisai (騎西藩, Kisai-han) est un domaine féodal japonais de l'époque d'Edo dans la province de Musashi, de nos jours Kisai dans la préfecture de Saitama. Le domaine existe jusqu'en 1632 quand Ōkubo Tadamoto, le dernier daimyo, est déplacé dans le domaine de Kanō et que les possessions de Kisai sont intégrées dans le territoire du domaine de Kawagoe.

## Liste de daimyos
- Clan Matsui-Matsudaira (fudai daimyo ; 20 000 koku)

1. Yasushige

- Clan Ōkubo (fudai ; 20 000 koku)

1. Tadatsune
2. Tadamoto

## Source de la traduction
- (en) Cet article est partiellement ou en totalité issu de l’article de Wikipédia en anglais intitulé « Kisai Domain » (voir la liste des auteurs).